# Kraliková dolina
Kraliková dolina – krótka i porośnięta lasem dolina w Górach Kremnickich na Słowacji będąca orograficznie lewym odgałęzieniem doliny Racvalowej. Wcina się między północne zbocza szczytu Štefanka (1010 m) i południowe zbocza szczytu Vápenica (1022 m). Dolina opada w kierunku południowo-wschodnim. Jej dnem spływa jeden ze źródłowych cieków Racvalovskiego potoku.